# Nadia Matar

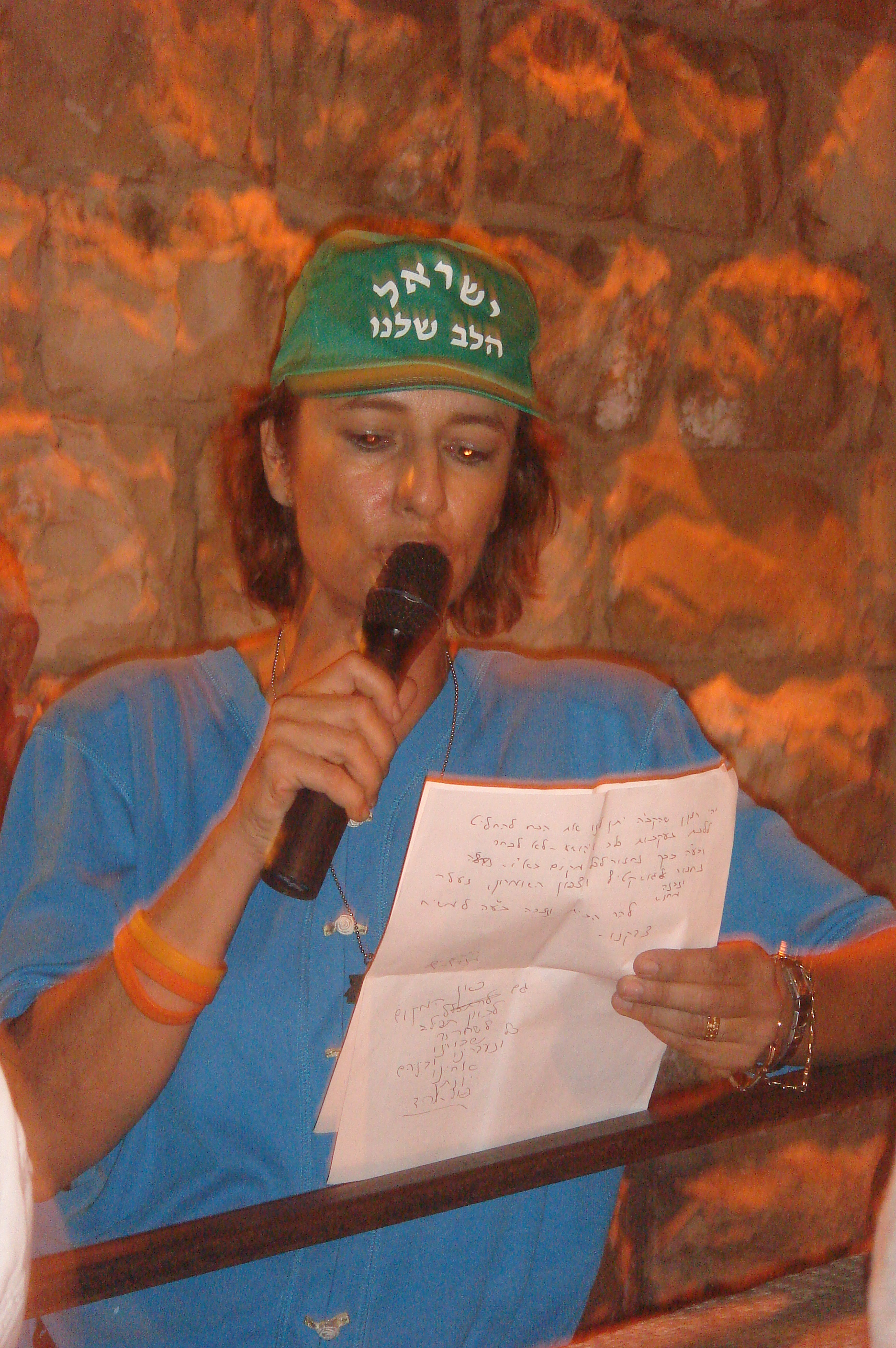
Nadia Matar

Nadia Matar (Antwerpen, 16 februari 1966) is een Israëlisch politiek activiste en de coleidster van Vrouwen in Groen.
Nadia werd geboren in België en groeide op in een seculiere Joodse familie. Toen zij 21 was emigreerde zij naar Israël, waar zij in het huwelijk trad met David Matar, een Amerikaans-Israëlisch kinderarts. Vanaf 1989 woont het echtpaar in Efrat, een Israëlische nederzetting op de Westelijke Jordaanoever.
Op Jeruzalemdag 1993 richtte Nadia Matar en haar schoonmoeder Ruth Matar een organisatie op voor kolonistenvrouwen, Vrouwen in Groen. Zij zijn herkenbaar aan hun groene hoeden, petjes en hoofddoekjes tijdens demonstraties. Nadia Matar had een radioprogramma bij de rechtse piraat Arooets 7, maar dat station werd door de Israëlische overheid opgedoekt. Zij is een van de bekendste kolonistenleiders.
In september 2004 kwam de Belgische-Israëlische in opspraak. Nadia Matar trok een vergelijking tussen de (religieus-joodse) regeringscommissaris Yonatan Bassi, die het ontruimingsproces met de Israëlische inwoners van de Gazastrook regelde, en de Judenrat in Berlijn van 1942. Zij trok de conclusie dat het gedrag van Yonatan Bassi veel erger is dan de Judenrat, omdat de collaboratie met het bewind inzake de deportatie tijdens de Holocaust door de nazi's werd opgelegd.